# Бубенщикова
Бубе́нщикова (рос. Бубенщикова) — присілок у складі Талицького міського округу Свердловської області.
Населення — 35 осіб (2010, 133 у 2002).
Національний склад станом на 2002 рік: росіяни — 95 %.